# Шатонеф сир Сарт
Шатонеф сир Сарт (фр. Châteauneuf-sur-Sarthe) насеље је и општина у западној Француској у региону Лоара, у департману Мен и Лоара која припада префектури Сегре.
По подацима из 2011. године у општини је живело 3122 становника, а густина насељености је износила 216,96 становника/km². Општина се простире на површини од 14,39 km². Налази се на средњој надморској висини од 23 метара (максималној 72 m, а минималној 16 m).

## Демографија
| 1962. | 1968. | 1975. | 1982. | 1990. | 1999. | 2011. |
| ----- | ----- | ----- | ----- | ----- | ----- | ----- |
| 1.338 | 1.665 | 2.061 | 2.555 | 2.370 | 2.409 | 3.122 |

График промене броја становника у току последњих година